# Dawny Skład Solny w Krakowie
Skład Solny – XVIII-wieczny magazyn solny znajdujący się w Krakowie obok dawnego Portu Solnego przy ul. Na Zjeździe 8, w Podgórzu na Zabłociu.

## Historia obiektu
Obiekt znajduje się na dawnym XIII-wiecznym, a zarazem najstarszym trakcie solnym z Wieliczki w kierunku południowym, wiodącym przez Nowy Targ i Czarny Dunajec. Pod koniec XVI wieku Wisłą spławiano około jednej trzeciej sprzedanej w Polsce soli, stąd położenie obiektu pod Krakowem było strategiczne. 
Budynek wzniesiono w 1787. Początkowo mieścił się tutaj skład kazimierski portu załadunkowego dla soli wielickiej. Następnie urządzono tutaj skład solny, a po jego likwidacji w drugiej połowie XIX wieku w obiekcie działały koszary wojskowe.

## Współczesność
Od lat 90. w dawnym Składzie Solnym mieszczą się pracownie artystyczne, studia produkcji muzycznej, centra sztuki i zakłady rzemieślnicze. Funkcjonują tu m.in. galeria Skład Solny Stanisława Koby i Marii Wasilewskiej, kolektyw  Siostry Rzeki oraz Centrum Sztuki Współczesnej Wiewiórka założone przez Cecylię Malik i Bartolomeo Koczenasza. 
Rokrocznie odbywają się tam liczne wystawy, warsztaty i wydarzenia związane z krakowskim tygodniem sztuki Krakers. W roku 2019 w CSW Wiewiórka odbyła się wystawa pt. „Sól Zabłocia’’. Była to subiektywna opowieść o historii pracowni artystycznych na krakowskim Zabłociu, w której wzięło udział 29 artystów dawniej posiadających swoje pracownie na Zabłociu. Wystawa zdobyła pierwszą nagrodę w czasie Krakowskiego Tygodnia Sztuki Krakers.